# Mosede Fort
Mosede Fort er et fredet tidligere kystbefæstningsanlæg ved Køge Bugt, som nu huser et museum om Danmark under 1. verdenskrig, og er et populært rekreativt område.

## Historie
Opførelsen blev anbefalet af en forsvarskommission, som afgav betænkning i 1908, og pengene blev bevilget af Rigsdagen i 1909. Formålet var at forhindre en eventuel landsætning af tyske tropper i Køge Bugt. Området mellem Køge Bugt og Roskilde Fjord var strategisk vigtigt for hæren af hensyn til felthærens planlagte tilbagetrækning til Københavns Befæstning.
Planen om opførelse af Mosede Batteri blev ændret i 1912, og i stedet blev opført et væsentligt større fort end oprindelig planlagt. Byggeriet startede i 1913, og i juni 1916 blev fortet bemandet med kystartillerister. På grund af opførelsen af Tunestillingen, fik Mosede Fort forøget betydning og kom til at ligge midt i den største feltbefæstede stilling i Danmark. Anlægsarbejderne ved Mosede Fort fortsatte derfor frem til 1918. Mosede Fort indgik i Tunestillingen som kommandostation for Mosede Kystartilleriafsnit.
Efter 1. verdenskrig mistede stedet betydning. Under 2. verdenskrig blev det benyttet af tyskerne, og i 1945 blev det omdannet til et fængsel for tyske krigsforbrydere. 1946-47 fungerede fortet som flygtningelejr, og fra 1947 til 1969 blev det benyttet af Hjemmeværnet. I november 1969 blev fortet solgt af Forsvarsministeriet til Roskilde Amt, som omdannede det til en offentlig strandpark. Siden 2007 har Mosede Fort været ejet af Greve Kommune.
I 2010 begyndte Greve Kommune en restaurering af kasematbygningen, og den 6. august 2014 blev museet indviet med en udstilling om Danmark under 1. verdenskrig.
I 2023 modtog Mosede Fort ca. 71 mio. kr. til at udvide museumsoplevelsen på det fredede fortidsminde. Det udvidede Mosede Fort åbner efter planen i 2027 og vil bl.a. rumme særudstilling, restaurant og publikumsfaciliteter.

## Brug i sproget
Mosede Fort omtales tit som "mos" blandt den unge generation.